# Giuseppe Ricciardi (patriota)
Il conte Giuseppe Napoleone Ricciardi (Napoli, 18 luglio 1808 – Napoli, 1º giugno 1882) è stato un letterato, patriota, politico ed editore italiano, uno dei maggiori esponenti del radicalismo politico in età risorgimentale.

## Biografia
Figlio secondogenito del giurista Francesco Ricciardi (1758-1842), ministro della giustizia del Regno di Napoli sotto Murat e poi del Regno delle Due Sicilie nel periodo costituzionale del 1820, e della marchesa Luisa Granito (1769-1832), a sua volta stimata poetessa, Giuseppe Ricciardi crebbe in un ambiente familiare cosmopolita, di intense relazioni sociali e stimolante dal punto di vista intellettuale.

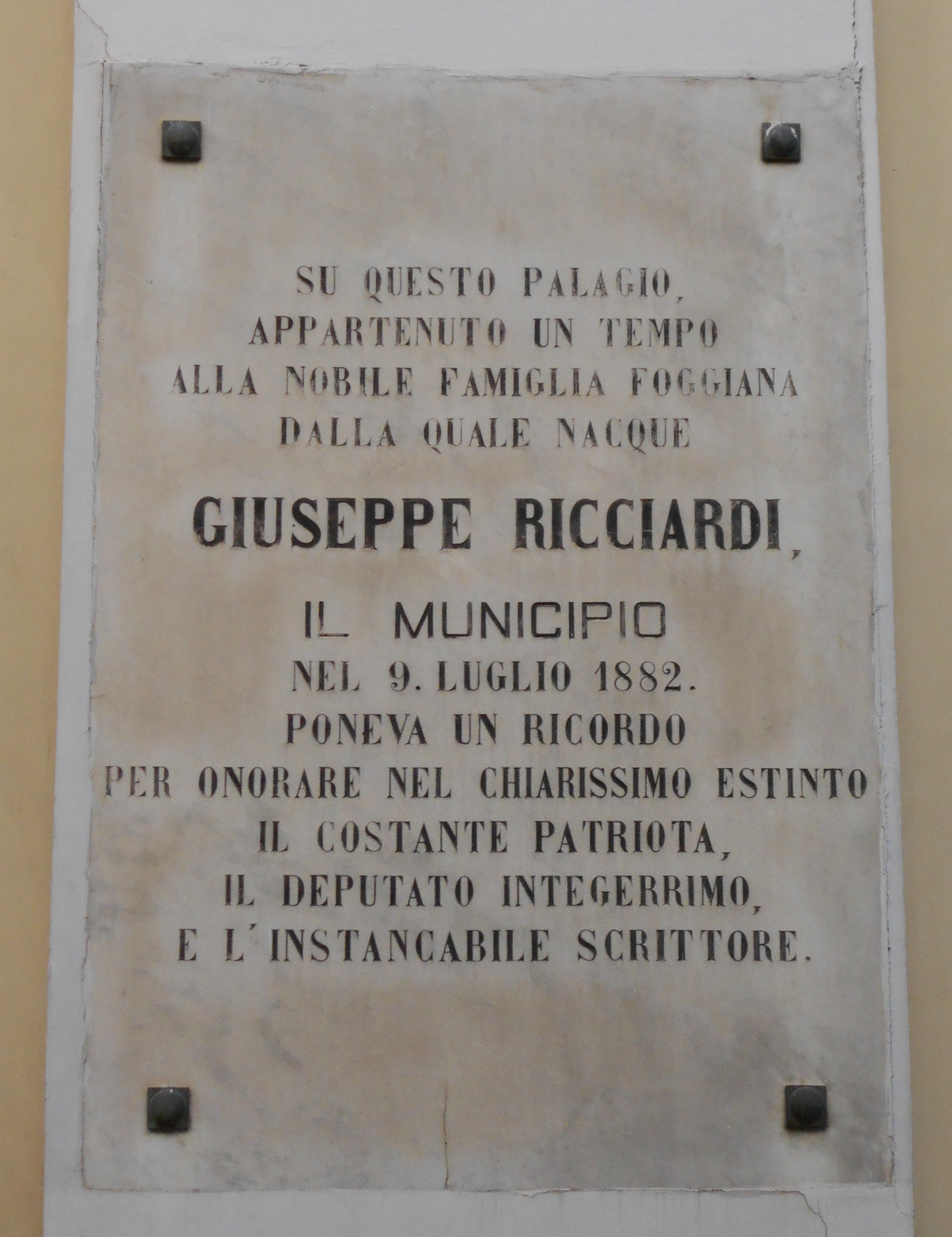
Lapide a Giuseppe Ricciardi che ricorda le sue origini foggiane

Nel 1832 cominciò a pubblicare a Napoli la rivista Il progresso delle scienze, delle lettere e delle arti, sul modello dell'Antologia del Vieusseux. La rivista affrontava spesso argomenti di economia e politica, aveva numerosi collaboratori (fra gli altri, Saverio Baldacchini, Paolo Emilio Imbriani, Luigi Blanch, Lodovico Bianchini, Matteo De Augustinis, Gregorio De Filippis Delfico) e pertanto ottenne presto grande rinomanza in Italia. "Ribelle mondano e salottiero", secondo il giudizio di Dionisotti, iniziato alla mazziniana "Giovine Italia", Giuseppe Ricciardi fu arrestato nel settembre 1834; rimesso in libertà dopo un periodo di detenzione, il 15 ottobre 1836 dovette recarsi in esilio.
Fino al 1860 risiedette soprattutto in Francia, dove frequentò per qualche tempo i gruppi di orientamento socialista (Charles Fourier e Sansimoniani) e svolse un'intensa attività propagandistica su posizioni mazziniano-democratiche a favore dell'unità d'Italia. Ebbe contatti a Londra con Mazzini, a Ginevra con Sismondi, a Parigi con David Levi e con Cristina Belgiojoso. Appoggiò fra l'altro anche dal punto di vista finanziario il tentativo dei fratelli Bandiera, i quali si mossero in base a informazioni ottenute dal Ricciardi sui moti cosentini del 15 marzo 1844.
Tornato a Napoli nell'aprile 1848, durante il governo costituzionale di Carlo Troya, Ricciardi fu eletto al parlamento napoletano. Dopo il colpo di mano di Ferdinando II del 15 maggio 1848, con cui venne sciolto il parlamento democratico e sostituito il liberale Troya col reazionario principe di Cariati, Ricciardi scese in Calabria, dove la protesta contro Ferdinando II aveva assunto le forme della ribellione armata, e presiedette il Comitato di Salute Pubblica, ossia l'esecutivo rivoluzionario calabrese. Dopo la sconfitta delle truppe guidate da Domenico Mauro ad opera del generale borbonico Ferdinando Lanza a Campotenese (30 giugno 1848), Ricciardi, assieme ad altri patrioti, riuscì a fuggire a Corfù.
Nel 1849 riparò in Piemonte. Collaborò con La Ragione di Ausonio Franchi, sostenendo fra l'altro che fra i doveri dello Stato c'è quello di garantire che nessuno muoia di fame. Dopo l'unità d'Italia fu deputato dal 1861 al 1870, militando nelle file della sinistra parlamentare. Nel 1869, in concomitanza con l'apertura del Concilio Vaticano I, organizzò a Napoli l'anticoncilio.
Massone, con Giustiniano Lebano, che ereditò il lascito ermetico di Domenico Bocchini, cercò di ravvivare, assieme ad altri ermetisti, quali Gaetano Petriccione, Antonio Pasquale De Santis, Giuseppe Fiorelli, Domenico Angherà, la tradizione ermetica di origine egizia alessandrina, dando origine al Grande Oriente Egizio.

## Opere scelte
I suoi scritti furono raccolti prima della sua morte negli otto volumi delle Opere scelte.
- Vol. I (1867):
  - Discorsi intorno al teatro
  - Profezia in forma di storia
  - Discorso agl'italiani
  - Fazione e martirio dei fratelli Bandiera e consorti
  - Conforti all'Italia; Pensieri d'un esule
- Vol. II (1867):
  - Martirologio italiano dal 1792 al 1848
  - I Papi e l'Italia, discorso al popolo
- Vol. III (1867):
  - Compedio della storia d'Italia
- Vol. IV (1867):
  - Etica Nuova
  - Silvio
- Vol. V (1869):
  - Cenni storici intorno ai casi d'Italia del 1848 e 49 e documenti da ricavarsene
  - Vita di Garibaldi
  - Vita di Francesco Ricciardi, conte di Camaldoli
- Vol. VI (1869):
  - La lega lombarda
  - Il Vespro
  - Francesco Burlamacchi
  - Masaniello
- Vol. VII (1870):
  - Balilla
  - Torquemada
  - Maria Maddalena
  - I due candidati
- Vol. VIII - Poesie (1870):
  - Gloria e sventura
  - Canzoni
  - Sciolti
  - Componimenti varii
  - Poesie giocose